# فرنسيس ماريون ووكر
فرنسيس ماريون ووكر (بالإنجليزية: Francis Marion Walker)‏ هو محامي وسياسي أمريكي، ولد في 12 نوفمبر 1827 في باريس في الولايات المتحدة، وتوفي في 22 يونيو 1864 في أتلانتا في الولايات المتحدة.